# Losa del Obispo (kommun)
Losa del Obispo är en kommun i Spanien.   Den ligger i provinsen Província de València och regionen Valencia, i den östra delen av landet, 250 km öster om huvudstaden Madrid. Antalet invånare är 574.